# Jean-Pierre Cortot
Jean-Pierre Cortot (París, 20 de agosto de 1787-ibídem, 12 de agosto de 1843) fue un escultor francés.

## Datos biográficos
A la edad de trece años, asistió al taller del escultor Carlos Bridan. Mientras tanto, trabaja para Louis Boizot , el barón Lemot, Pierre Etienne Moitte, Claude Ramey y Philippe Roland , para los que realiza reducciones de famosas estatuas antiguas. 
Desbancando a François Rude, en 1809 ganó el Gran Premio de Escultura de la École des Beaux-Arts de París - o Premio de Roma - con una escultura en bulto redondo basada en el título Marius meditando sobre las ruinas de Cartago.
Pensionista de la de la Academia de Francia en Roma en la Villa Médicis de 1810 a 1813, hizo amistad con el pintor Dominique Ingres. Cortot extiende posteriormente su estancia cinco años, con el encargo de Vivant Denon de 1812 para ejecutar una colosal estatua de Napoleón I. Este trabajo fue abandonado con la caída del imperio y lo sustituye por una colosal estatua de Luis XVIII.
De vuelta en París, Cortot expone en el Salón de 1840. Desde su primera aparición - en 1819 - sus esculturas de mármol Narcisse couché (Narciso reclinado) y Pandora le valen el Gran Premio de la exposición. En 1822, el yeso del Soldat de Marathon annonçant la victoire encumbran definitivamente su reputación y el mismo estado le encarga pasar la obra al mármol. Cortot seguirá exhibiendo sus obras en el Salón de París hasta 1840.
Elegido miembro del Instituto en 1825, sucedió al profesor Louis Dupaty en la École Royale des Beaux-Arts. Allí será profesor del escultor Pierre Louis Rouillard. Muy popular durante la Restauración y Monarquía de Julio, Cortot conoce desde 1830 un período de intensa actividad. Será ascendido a oficial de la Legión de Honor en 1841.
Su austeridad neoclásica, heredada de los modelos clásicos del siglo XVIII tardío y de la tradición greco-romana se aplica a muchas estatuas mitológicas o grupos, religiosas o de temática tomada de la historia moderna, habitualmente de dimensiones muy grandes. Sus matices de arte en el final de su vida sus obras adquieren matices de la expresión romántica.
Está enterrado en el cementerio del Père-Lachaise (división 27).

## Obras

### En el Museo del Louvre

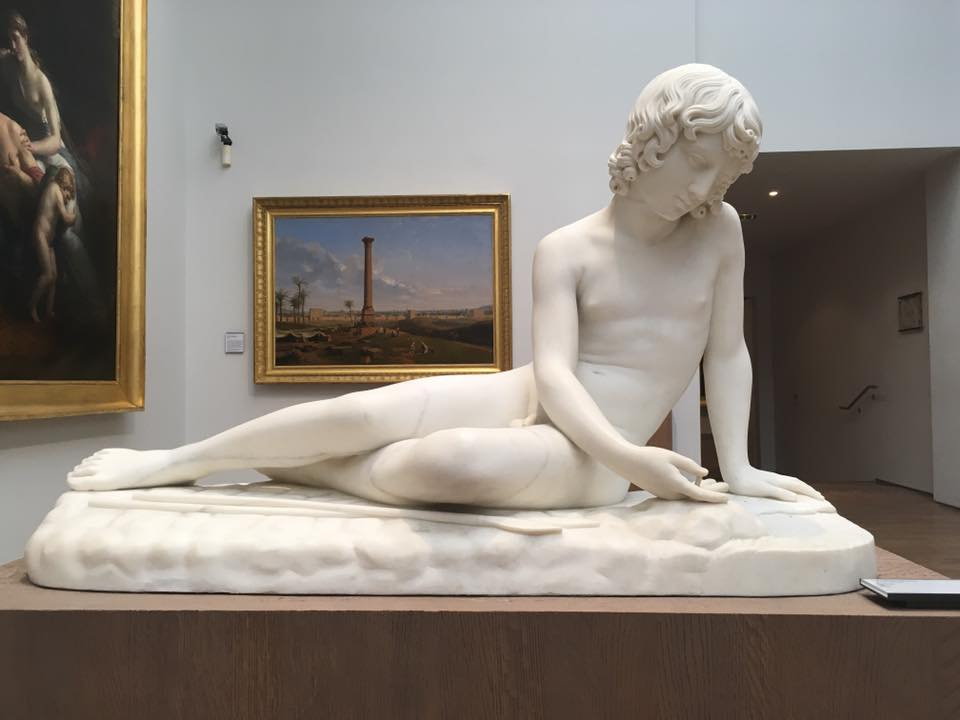
Narcisse (1818), Museo de Bellas Artes de Angers.

- Dafnis y Cloe (Salón de 1827), grupo, mármol
- Soldado de la Maratón anuncia la victoria (1834), mármol
- Maria Antonieta sostenida por la religión, estatuilla (boceto), terracota
- a partir de un diseño de Cortot, Thiébaut (fundidor), La Inmortalidad (1859), estatua de bronce

#### Otros
- Apoteosis de Napoleón I, o El Triunfo de 1810 (encargo de 1833), grupo colosal de arco de triunfo de l'Etoile

- La Francia, entre la Libertad y el Orden Público, llamando a los espíritus del Comercio, la Agricultura, la Paz, la Guerra y la Elocuencia (1841), frontón del Palacio Bourbon

- Luis XVI acuerda su defensa con Malesherbes, Tronchet y de Sèze, bajorrelieve de mármol , decora el monumento de Lamoignon de Malesherbes (1822), Palacio de Justicia, sala de los pasos perdidos

- A partir de un modelo concebido por Louis Dupaty , Luis XIII (1825), estatua ecuestre, plaza de los Vosgos, plaza de Louis XIII

- Villa de Brest y Villa de Rouen (de 1835 a 1838), estatuas, plaza de la Concordia, esquina noroeste (más tarde Rue Boissy d'Anglais)

- Monumento de Jean Casimir-Perier , estatua de Jean Casimir-Perier y tres bajorrelieves: La Justicia, la Elocuencia y la Firmeza, cementerio del Père-Lachaise.

### En las provincias de Francia
- Retrato de Jean-Baptiste Budes, Conde Guebriant, Mariscal de Francia (1602-1643) (1838), busto, yeso, Versalles, castillos de Versalles y de Trianon

- Luis XV, rey de Francia y Navarra , estatua de cuerpo en pie más grande que el natural, Versalles, castillos de Versalles y de Trianon,
- Pandora (1819), estatua de figura en pie, mármol, Lyon, Musée des Beaux-Arts

- El Mariscal Lannes, estatua de figura en pie, mármol, Lectoure (Gers)

- Corneille, estatua de figura en pie, mármol, en el Ayuntamiento de Rouen

- Diseño de Jean-Pierre Cortot, obra de Charles Gavard , Charles X en costume de sacre (1838), estatua de figura en pie más grande que el natural, Versalles, castillos de Versalles y de Trianon,

- Diseño de Jean-Pierre Cortot, obra de Charles Gavard, Louis XVI en costume de sacre (1838), estatua de figura en pie más grande que el natural, Versalles, castillos de Versalles y de Trianon,

- Diseño de Jean-Pierre Cortot, Alexandre Théodore Brongniart, Melpómene (1808), estatuilla, porcelana dura, Sèvres, Museo Nacional de Cerámica

- Diseño de Jean-Pierre Cortot, Alexandre Théodore Brongniart, Deidamia, estatuilla, porcelana dura, Sevres, Museo Nacional de Cerámica.

## Discípulos de Cortot
Joseph Marius Rama (1805-1888).
Pierre Louis Rouillard

## Galería

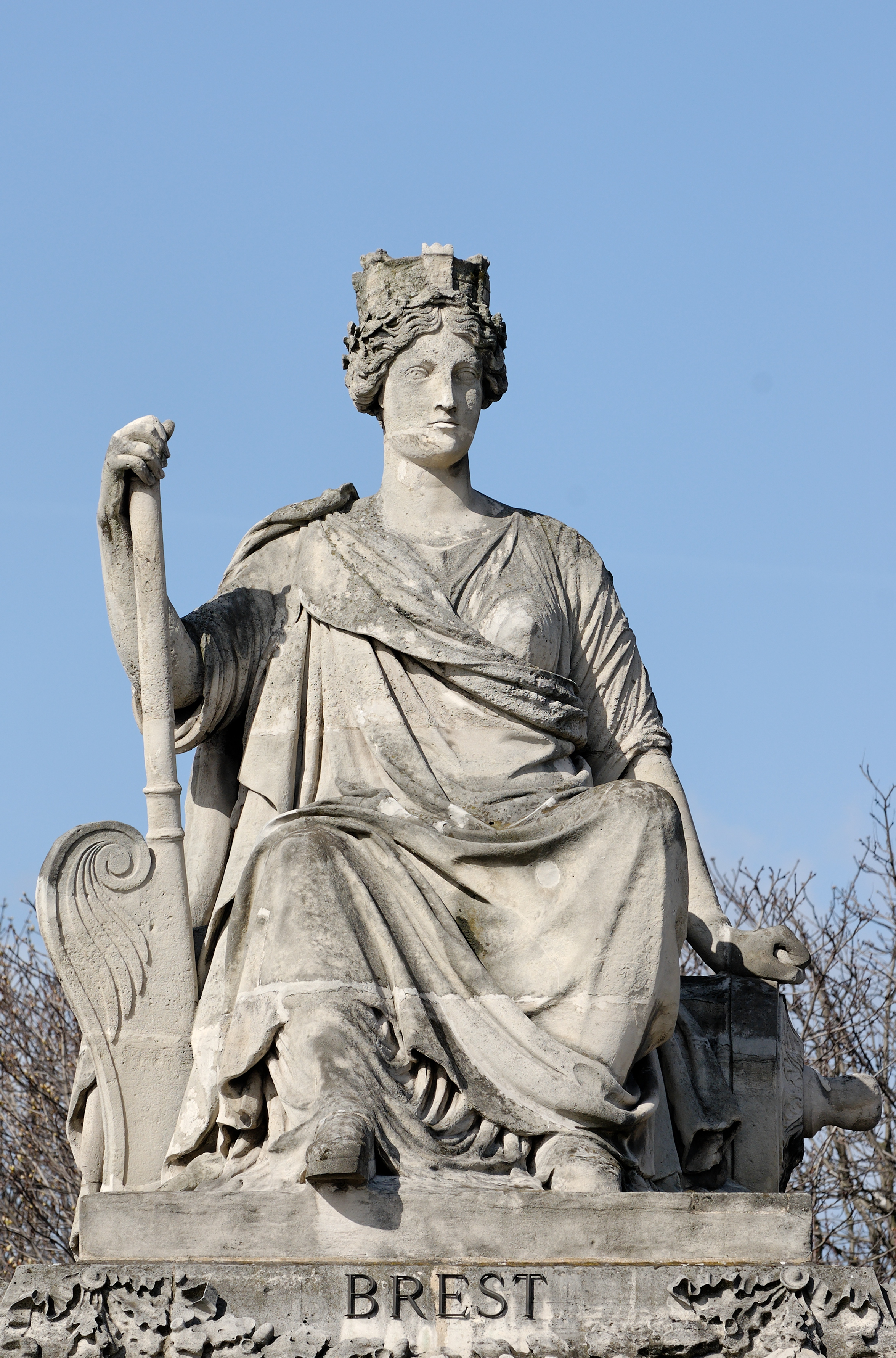
La Villa de Brest, en la plaza de la Concordia de París.
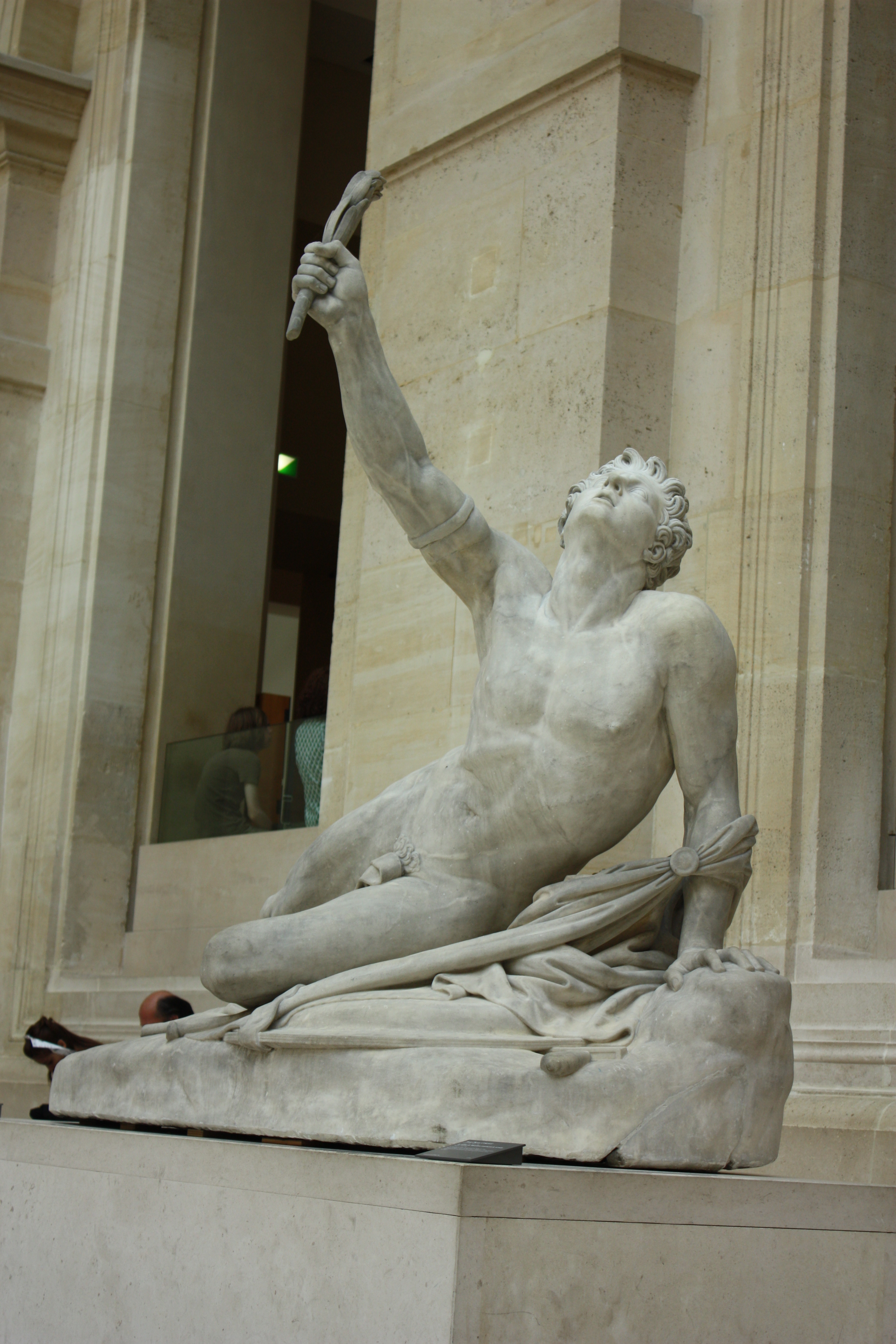
Soldat de Marathon annonçant la victoire (El corredor de Marathon), mármol, París, Museo del Louvre.
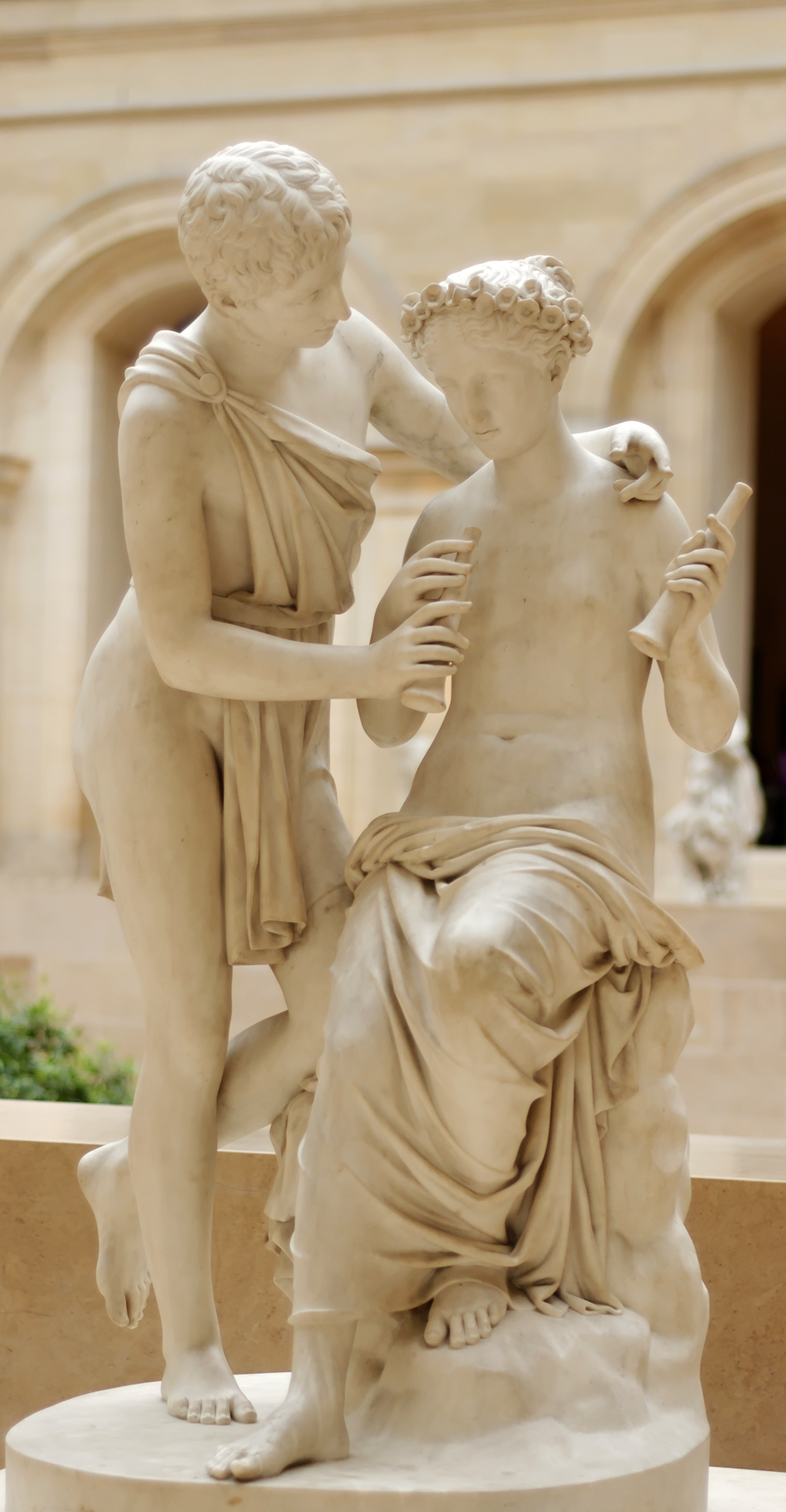
Grupo de Dafne y Cloe, en el Louvre.
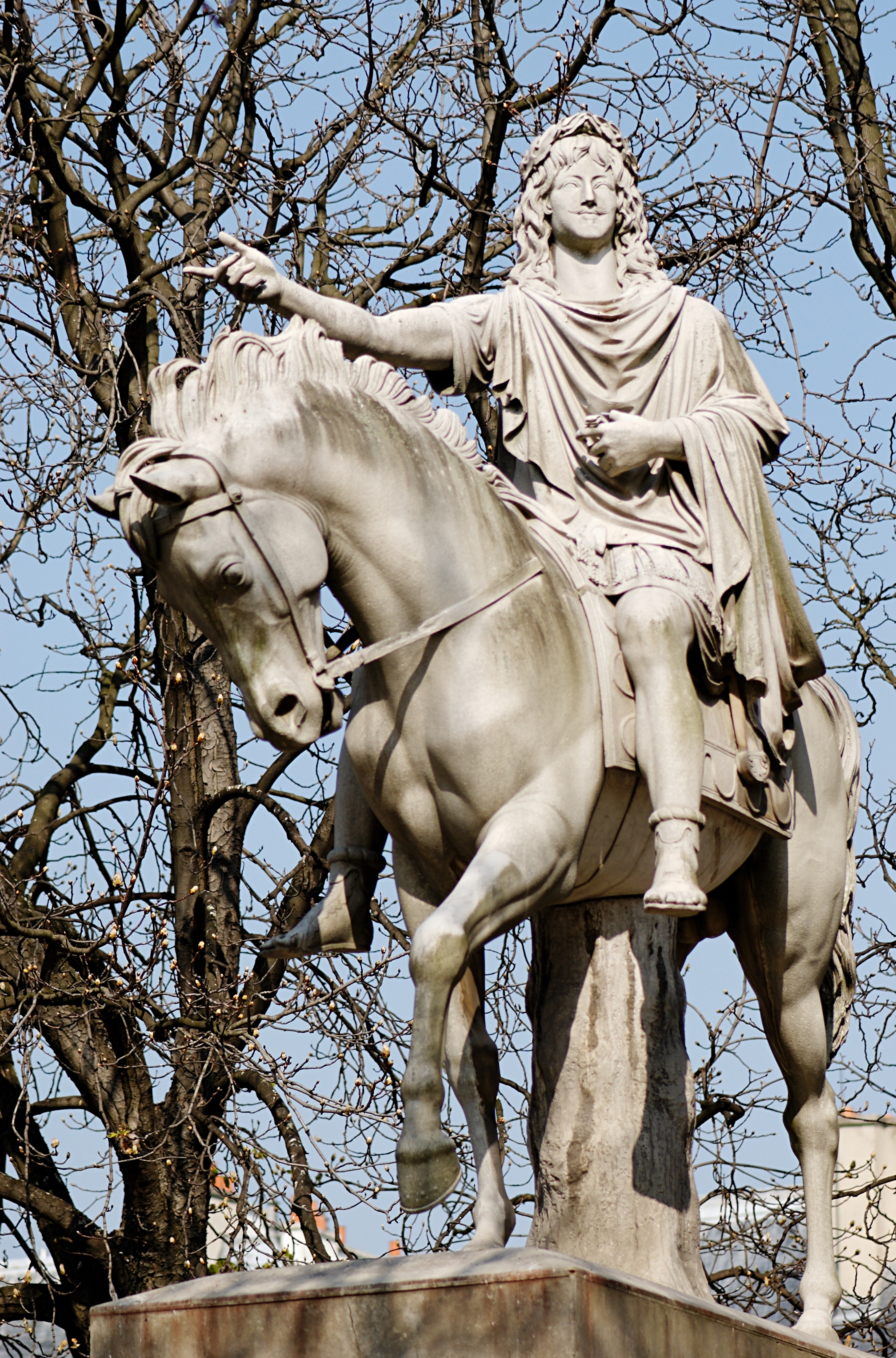
Estatua ecuestre de Luis XIII en la plaza real de los Vosgos.